# Idioma fataluco

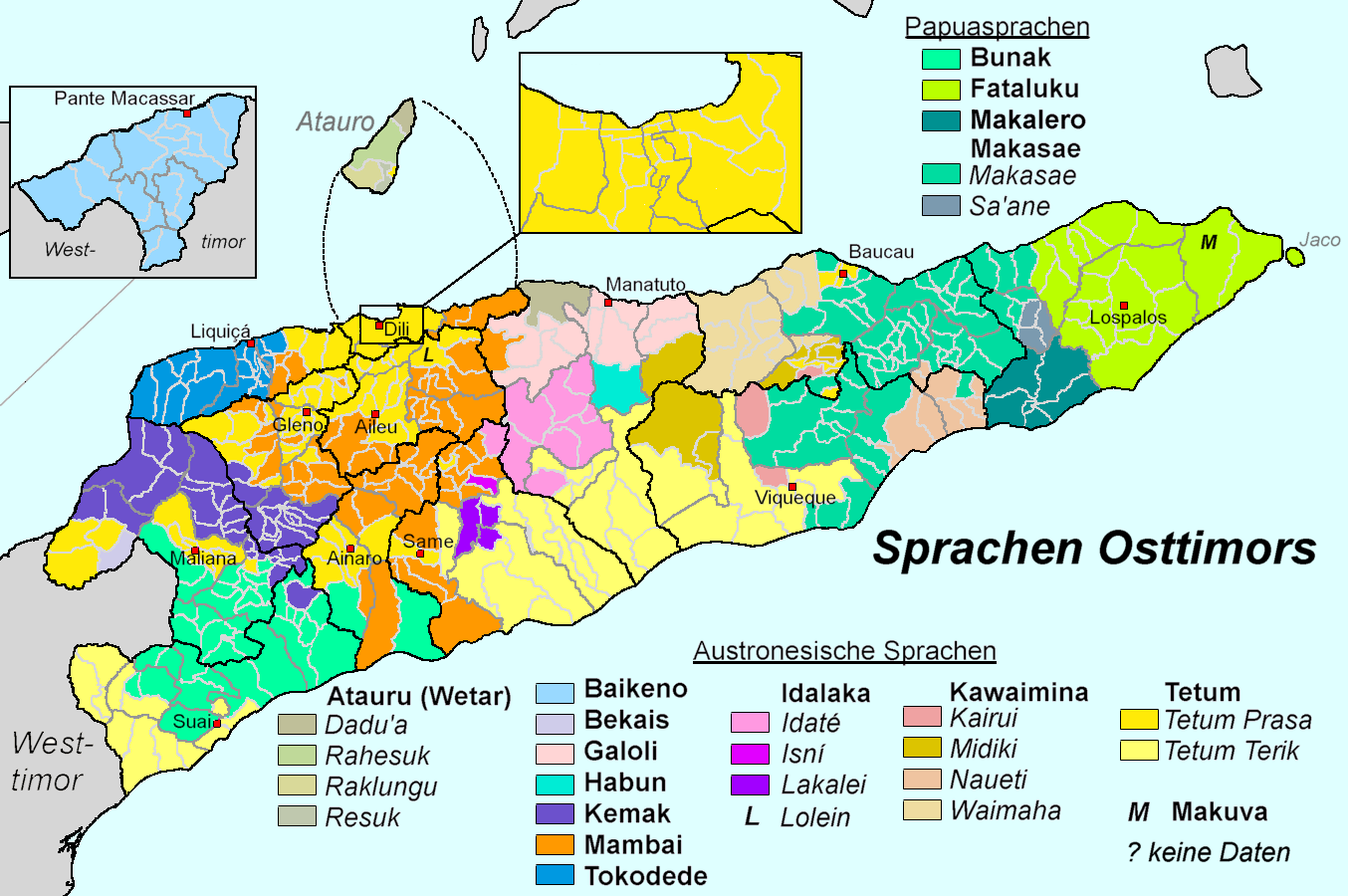
Idiomas de Timor Oriental.

El fataluco es una de las "lenguas regionales" de Timor Oriental, hablada por cerca de 30 000 personas en el distrito de Lautem. El fataluco es una lengua de origen papú. El topónimo Lospalos de la Punta Este de Timor viene de la palabra lohoasupala (de la lengua fataluca y no del español Los Palos como creen erróneamente algunos escritores). El fataluco está estrechamente emparentado con el oirata (maaro).
Tienen estatuto de "lenguas oficiales" de Timor Oriental el tetum y el portugués.